# Balkî, Bilohirsk
Balkî (în ucraineană Балки) este un sat în comuna Zelenohirske din raionul Bilohirsk, Republica Autonomă Crimeea, Ucraina.

## Demografie
Componența lingvistică a localității Balkî
     Rusă (56,67%)
     Tătară crimeeană (24,88%)
     Ucraineană (17,84%)
Conform recensământului din 2001, majoritatea populației localității Balkî era vorbitoare de rusă (56,67%), existând în minoritate și vorbitori de tătară crimeeană (24,88%) și ucraineană (17,84%).